# Келдыш, Леонид Вениаминович
Леони́д Вениами́нович Ке́лдыш (7 апреля 1931, Москва, РСФСР — 11 ноября 2016, Москва) — советский и российский физик-теоретик, академик РАН (академик АН СССР с 1976), доктор физико-математических наук (1965), профессор. Работы Л. В. Келдыша сыграли важную роль в развитии физики твёрдого тела.

## Биография
Сын докторов физико-математических наук Людмилы Всеволодовны Келдыш и Вениамина Львовича Грановского. Внук Всеволода Михайловича Келдыша. В 1934 году мать вышла замуж за математика, доктора физико-математических наук Петра Сергеевича Новикова.
Окончив школу с золотой медалью, поступил на физический факультет МГУ, после окончания которого в 1954 году стал аспирантом теоретического отдела Физического института им. П. Н. Лебедева (ФИАН) (его научным руководителем был В. Л. Гинзбург).
С 1957 года и до конца жизни работал в теоретическом отделе ФИАНа, а в 1989—1994 годах занимал пост директора института. В 1965 году защитил диссертацию; по результатам защиты вместо кандидатской степени ему была сразу присвоена докторская.
В 1962 году стал профессором МФТИ, в 1965 — профессором МГУ, с 1978 по 2001 год занимал должность заведующего кафедрой квантовой радиофизики физического факультета МГУ, в 2004—2011 годах также сотрудничал с факультетом физики и астрономии Техасского университета A&M.
В 1968 году был избран членом-корреспондентом АН СССР, в 1976 году — академиком, в 1991—1996 годах занимал пост академика-секретаря Отделения общей физики и астрономии РАН, затем — советник Президиума РАН и председатель Национального комитета российских физиков.
В течение многих лет был членом редакционных коллегий журналов «Физика и техника полупроводников», «Доклады РАН», «Solid State Communications», с 29 декабря 2009 года до конца жизни работал главным редактором журнала «Успехи физических наук».
В 1985 году был председателем Всесоюзной школы молодых учёных «Квантовые частицы в интенсивных полях» (Кишинев, 1985), идея которой принадлежит профессору и проректору МГУ И. М. Тернову.
Похоронен в Москве на Донском кладбище.

## Научные достижения
Л. В. Келдышу принадлежат работы в области квантовой теории систем многих частиц, физики твердого тела, физики полупроводников, квантовой радиофизики.
Во второй половине 1950-х годов построил систематическую теорию туннельных явлений в полупроводниках, в 1957 году впервые провел корректный расчёт вероятности туннельного перехода с учётом зонной структуры материала и предсказал так называемый непрямой туннельный эффект, протекающий с участием фононов, а в 1958 году предсказал эффект сдвига полос поглощения в полупроводниковых кристаллах под влиянием электрического поля (эффект Франца — Келдыша). Эти результаты оказались чрезвычайно важными для развития спектроскопии полупроводников. В 1962 году предложил использовать пространственно-периодические поля (сверхрешетки) для управления электронным спектром и электронными свойствами кристаллов; позже сверхрешётки стали основой многих оптоэлектронных устройств.
В 1964 году показал, что многоквантовый фотоэффект и высокочастотный туннельный эффект являются различными предельными случаями одного и того же процесса: так называемый параметр Келдыша определяет границу между многофотонным и туннельным режимами. Построил общую теорию этих явлений, заложив основу нового направления — физики взаимодействия интенсивного лазерного излучения с веществом.
В 1964 году для теоретического описания состояний и кинетики сильно неравновесных квантовых систем разработал специальную диаграммную технику. Этот подход, являющаяся обобщением фейнмановских диаграмм на неравновесные процессы и известный также как формализм Швингера — Келдыша, широко используется в различных разделах физики, в частности при описании взаимодействия конденсированных систем с лазерным излучением.
В том же 1964 году совместно с Ю. В. Копаевым предложил известную модель фазового перехода металл-полупроводник, известную как «экситонный диэлектрик». В 1968 году вместе с другим своим учеником А. Н. Козловым предсказал бозе-эйнштейновскую конденсацию экситонов, а также показал, что неравновесные экситоны в сильно возбуждённом полупроводнике должны формировать электронно-дырочные капли. В ряде работ Л. В. Келдыш исследовал явления, связанные с глубоко лежащими уровнями в полупроводниках, ударной ионизацией, «фононным ветром» и т.д.

## Семья
Братья матери — Мстислав Всеволодович Келдыш и Юрий Всеволодович Келдыш
Единоутробный брат — Сергей Петрович Новиков, математик.

## Награды и членства
- Ленинская премия (1974)
- Премия Еврофизика (1975)
- Орден Трудового Красного Знамени (1975)
- Орден Октябрьской Революции (1985)
- Иностранный член Национальной академии наук США (1995)
- Член Американского физического общества (1996)
- Орден «За заслуги перед Отечеством» IV степени (1999) — за большой вклад в развитие отечественной науки, подготовку высококвалифицированных кадров и в связи с 275-летием Российской академии наук[7]
- Почётный член Академии наук Молдавии (2001)[8]
- Лауреат Премии Президента Российской Федерации в области образования за 2003 год — за работу для образовательных учреждений высшего профессионального образования "Учебно-научный центр «Фундаментальная оптика и спектроскопия» — комплекс подготовки кадров высшей квалификации, новых научных и образовательных технологий[9]
- Золотая медаль имени С. И. Вавилова РАН (2005) — за цикл работ «Создание современных методов описания неравновесных состояний в теории конденсированных сред»[10]
- Международная премия в области нанотехнологий (RUSNANOPRIZE) (2009) — за пионерские исследования сверхрешёток и туннельных эффектов в полупроводниках[11]
- Eugene Feenberg Memorial Medal (2011)
- Премия имени И. Я. Померанчука (2014)
- Большая золотая медаль имени М. В. Ломоносова (2015)

## Основные публикации
- Келдыш Л.В. О поведении неметаллических кристаллов в сильных электрических полях // ЖЭТФ. — 1957. — Т. 33. — С. 994—1003.
- Келдыш Л.В. О влиянии колебаний решетки кристалла на рождении электронно-дырочных пар в сильном электрическом поле // ЖЭТФ. — 1958. — Т. 34. — С. 962—968.
- Келдыш Л.В. О влиянии сильного электрического поля на оптические характеристики непроводящих кристаллов // ЖЭТФ. — 1958. — Т. 34. — С. 1138—1141.
- Келдыш Л.В. Кинетическая теория ударной ионизации в полупроводниках // ЖЭТФ. — 1959. — Т. 37. — С. 713—727.
- Келдыш Л.В. О влиянии ультразвука на электронный спектр кристалла // Физика твердого тела. — 1962. — Т. 4. — С. 2265—2267.
- Келдыш Л.В. Оптические характеристики электронов с зонным энергетическим спектром в сильном электрическом поле // ЖЭТФ. — 1962. — Т. 43. — С. 661—666.
- Келдыш Л.В. Глубокие уровни в полупроводниках // ЖЭТФ. — 1963. — Т. 45. — С. 364—375.
- Келдыш Л.В., Копаев Ю.В. Энергетический спектр вырожденного полупроводника с ионной решеткой // Физика твердого тела. — 1963. — Т. 5. — С. 1411.
- Келдыш Л.В., Прошко Г.П. Инфракрасное поглощение в сильнолегированном германии // Физика твердого тела. — 1963. — Т. 5. — С. 3378—3382.
- Келдыш Л.В. Диаграммная техника для неравновесных процессов // ЖЭТФ. — 1964. — Т. 47. — С. 1515—1527.
- Келдыш Л.В. Ионизация в поле сильной электромагнитной волны // ЖЭТФ. — 1964. — Т. 47. — С. 1945—1957.
- Келдыш Л.В., Копаев Ю.В. Возможная неустойчивость полуметаллического состояния относительно кулоновского взаимодействия // Физика твердого тела. — 1964. — Т. 6. — С. 2791—2803.
- Келдыш Л.В. К теории ударной ионизации в полупроводниках // ЖЭТФ. — 1965. — Т. 48. — С. 1692—1707.
- Келдыш Л.В., Козлов А.Н. Коллективные свойства экситонов в полупроводниках // ЖЭТФ. — 1968. — Т. 54. — С. 978—993.
- Келдыш Л.В. Фононный ветер и размеры электронно-дырочных капель в полупроводниках // Письма в ЖЭТФ. — 1976. — Т. 23. — С. 100—103.
- Келдыш Л.В. Кулоновское взаимодействие в тонких плёнках полупроводников и полуметаллов // Письма в ЖЭТФ. — 1979. — Т. 29. — С. 716—719.
- Ильинский Ю.А., Келдыш Л.В. Взаимодействие электромагнитного излучения с веществом. — М.: Изд-во МГУ, 1989.
- Ivanov A.L., Haug H., Keldysh L.V. Optics of excitonic molecules in semiconductors and semiconductor microstructures // Physics Reports. — 1998. — Vol. 296. — P. 237—336. — doi:10.1016/S0370-1573(97)00074-4.
- Selected Papers of Leonid V. Keldysh / Ed. Michael V. Sadovskii. — Singapore: World Scientific, 2024. — ISBN 978-981-12-7945-4.